# 丘峻
丘峻（1488年—1547年），字惟陟，號茭川，直隸蘇州府嘉定縣人，匠籍，明朝政治人物。

## 生平
正德八年（1513年）癸酉科應天府鄉試第一百名，嘉靖八年（1529年）己丑科會試第二百三十四名，三甲第一百十六名進士，授大理寺評事，歷升寺副、寺正，录囚浙江，丁父丧，服除起复，补左寺正，不久因病归乡。嘉靖二十六年（1547年）卒，享年六十岁，周梦山为其作墓志铭。所著《窥易丛言》，能发明程朱奥旨，另著有《畏斋集》（一名《茭川集》）六卷等，《邱氏世略》一卷亦为其所辑，学者称文清先生。

## 家族
曾祖丘震；祖父丘剛；父丘鉞。嫡母顧氏；繼嫡母張氏；繼嫡母周氏；生母王氏。具庆下。兄丘山；弟丘峤。
子丘集，初名朱，字子成，诸生，嘉定知县韓浚赠其“理学鸿儒”额。晚年依妻族周氏居太仓双凤里，万历三十一年（1603）卒，年八十，友人娄坚志铭，学者称寒谷先生。所著有《阳春草堂稿》、《西行稿》等。集兄东，弟棘，母张安人。